# Dendrobium lancilabium
Dendrobium lancilabium är en orkidéart som beskrevs av Johannes Jacobus Smith. Dendrobium lancilabium ingår i släktet Dendrobium, och familjen orkidéer. Inga underarter finns listade i Catalogue of Life.